# Lagopus muta kurilensis
Lagopus muta kurilensis es una subespecie  de la familia Tetraonidae en el orden de los Galliformes. 

## Distribución geográfica
Se encuentran en las Islas Kuriles.